# Meta Content Framework
Meta Content Framework (MCF) era una serie di specifiche che definivano come dei metadati dovessero organizzare le informazioni riguardanti un sito web o altri dati. MCF è stato sviluppato da Ramanathan V. Guha per Apple (1995-1997). Quando il progetto di ricerca è stato dismesso, Guha ha abbandonato Apple e si è trasferito da Netscape, dove ha adattato MCF per un utilizzo con XML. Dal suo lavoro è nato Resource Description Framework (RDF).
Una applicazione che utilizza MCF è HotSauce. Anche questa applicazione è stata sviluppata da Ruha per Apple. L'applicazione si preoccupava di generare una rappresentazione 3D di un sito web (rappresentava la tabella dei contenuti, quindi le pagine con i link e non i contenuti) utilizzando la descrizione MCF.
L'idea di sfruttare i metadati è stata ripresa poi con l'uscita di Mac OS X Tiger che include Spotlight, un sistema di ricerca che sfrutta appunto questi dati per cercare fra i file.